# L'uccello di fuoco (balletto)
L'uccello di fuoco (francese: L'Oiseau de feu; russo: Жар-птица, Žar-ptica) è un balletto in due scene su musica di Igor' Fëdorovič Stravinskij del 1910. La coreografia originale era di Michel Fokine; la prima rappresentazione del 25 giugno 1910 ebbe le scene realizzate da Aleksandr Golovin, i costumi di Léon Bakst, la direzione d'orchestra di Gabriel Pierné. Fu uno dei "cavalli di battaglia" dei Balletti Russi di Djaghilev. L'opera è dedicata a Andrej Nikolajevič Rimskij-Korsakov.
L'uccello di fuoco, oltre a essere il primo grande balletto del musicista russo — seguito di lì a poco da Petruška nel 1911 e da La sagra della primavera nel 1913, anch'essi commissionati da Diaghilev — ha un ruolo determinante nella storia del balletto poiché il suo successo e il suo valore musicale, fortemente innovativo, hanno conferito nuovo vigore a un genere che stava perdendo il favore della critica e del pubblico e che sempre più spesso ricorreva a opere non esattamente concepite per la danza, come Shahrazād, o che avevano un carattere prevalentemente folcloristico, come le Danze polovesiane tratte dall'opera Il Principe Igor.
Il successo del balletto portò Stravinskij, da musicista pressoché sconosciuto, ad avere una grande notorietà e contribuì anche a una svolta importante per i Balletti russi e per Djagilev che promuoverà sempre più nuove creazioni in collaborazione con numerosi artisti internazionali.

## Storia

### Genesi

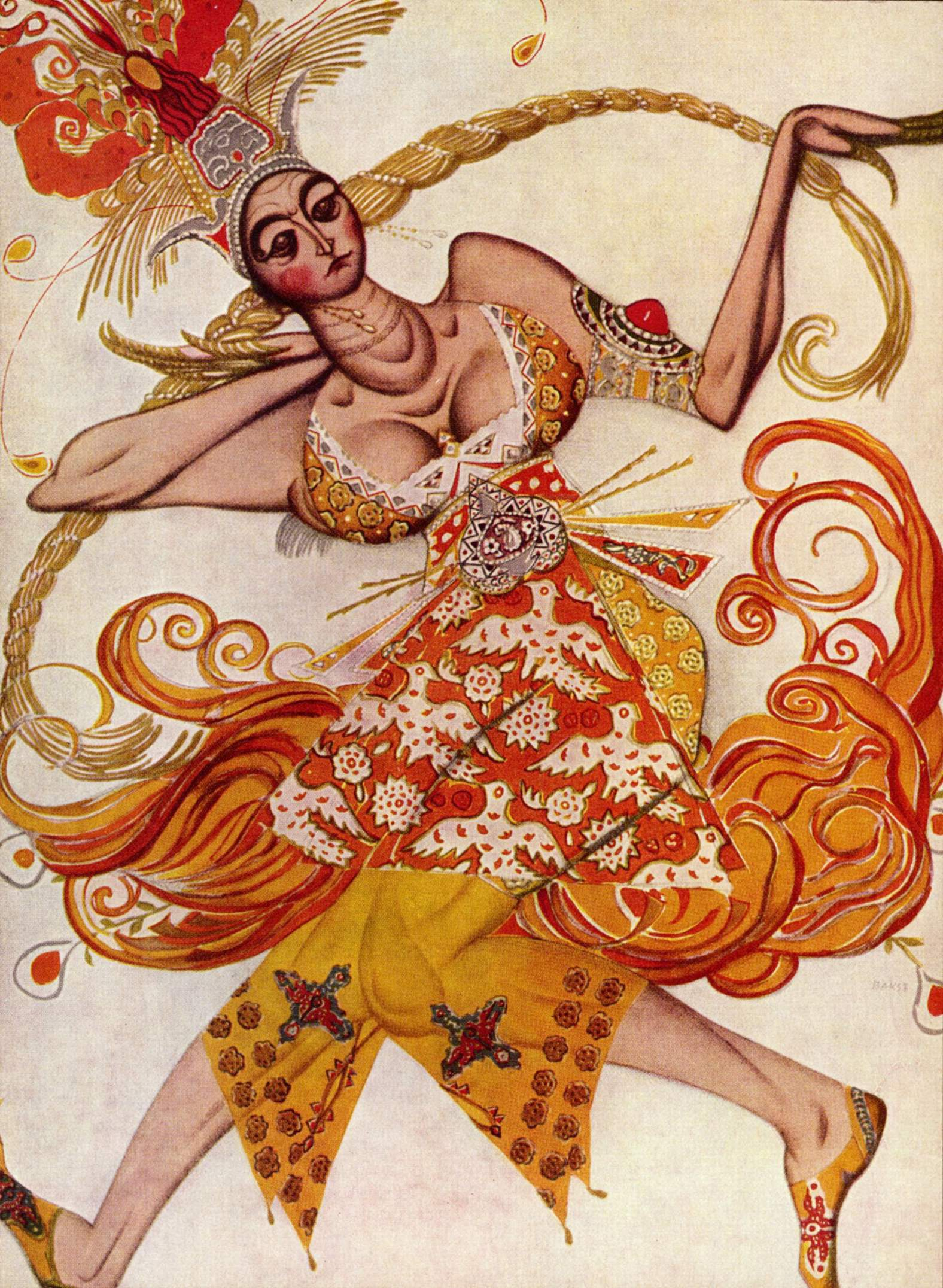
Disegno di Léon Bakst per il costume de L'uccello di fuoco.

Dopo il successo della prima stagione di balletti del 1909 realizzata con la sua compagnia, Sergej Djagilev desiderava portare sulle scene parigine uno spettacolo totalmente nuovo, con soggetto, ambientazione e musica di derivazione russa, genere che in Francia stava già ottenendo notevoli riscontri grazie alle composizioni di Borodin, Balakirev e Rimskij-Korsakov. Interpellò per questo progetto il coreografo Michel Fokine che aveva già realizzato per lui quattro coreografie. Fokine riunì un gruppo di alcuni artisti per studiare un argomento adatto allo scopo. Il coreografo, Alexandr Benois e Alexsandr Golovin, su suggerimento del poeta Pyotr Petrovich Potyomkin, proposero a Djagilev un soggetto sull' "Uccello di fuoco"; l'argomento fu tratto da diversi libri di antiche fiabe russe, in particolare dalla raccolta di Afanas'ev. Molti degli elementi che furono poi utilizzati nel balletto si ritrovano proprio in queste fiabe; la più importante era Lo zarevič Ivan, l'uccello di fuoco e il lupo grigio che presentava personaggi che saranno fondamentali per la nuova realizzazione; da Gusli-samogudy (Il gusli che suona da solo) derivano Kasej, la principessa progioniera, il giardino e l'uovo contenente l'anima del mago e da Vasilisa Prekrasnaja (La bella Vasilisa) provengono le due figure del cavaliere nero e del cavaliere bianco. Un'altra fonte da cui gli autori trassero ispirazione fu Konyok-Gorbunok (Il cavallino gobbo) di Pyotr Yershov dove era presente la figura dell'Uccello di fuoco.
Una volta stabilita e definita la sceneggiatura, fu interpellato Nikolaj Čerepnin per la parte musicale; il compositore aveva già lavorato con Djagilev e Fokine ne Le Pavillon d'Armide, ma, dopo aver appena realizzato un abbozzo di partitura, rinunciò all'incarico. Djagilev ne parlò quindi a Ljadov che era stato suo professore di armonia e che si mostrò interessato, ma il musicista, che era solito lavorare con estrema lentezza e non rispettava le scadenze, riuscì soltanto ad acquistare la carta per gli spartiti e venne esautorato. Dopo aver ancora chiesto a Glazunov senza esito, l'impresario si rivolse infine a Igor' Stravinskij.

### Realizzazione
Djagilev aveva intuito molto presto lo straordinario talento del giovane Stravinskij, già dalle primissime opere Scherzo fantastique e Feu d'artifice scritti nel 1908 e che l'impresario ebbe l'occasione di ascoltare nel 1909 ai Concerti Siloti. Avendo deciso di avviare una collaborazione, iniziò con l'affidare al musicista l'orchestrazione di due brani di Chopin per una nuova versione coreografica de Les Sylphides che aveva messo in scena nel 1909. Quando decise di creare il nuovo balletto basato sulla fiaba russa, L'uccello di fuoco, per la stagione dei Balletti russi del 1910, dopo i tentativi falliti con gli altri musicisti, Djagilev pensò di parlare del lavoro a Stravinskij. Il musicista iniziò subito a prendere in considerazione il balletto, prima ancora di averne ufficialmente l'incarico. Dopo aver completato il primo atto dell'opera Le rossignol che aveva iniziato nel 1907, ne abbandonò la composizione e, nel mese di novembre, incominciò a scrivere la nuova partitura mentre si trovava in vacanza in una dacia di proprietà della famiglia Rimskij-Korsakov in compagnia del figlio del maestro, Andrej.

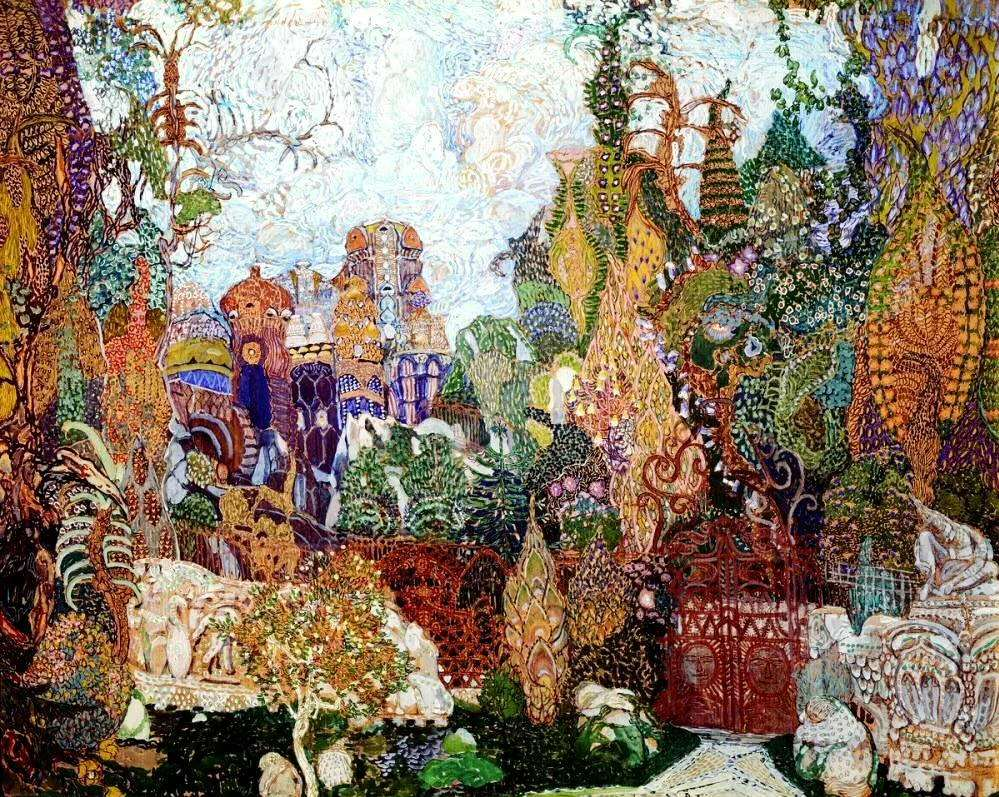
Il regno incantato di Kašej. Scena di Golovin, 1910.

A dicembre Djagilev ufficializzò l'incarico rimanendo molto stupito quando seppe che l'opera era già avviata. Il compositore inizialmente si era spaventato all'idea di comporre per una scadenza fissa, non essendo abituato a scrivere musica con limiti di tempo precisi e soprattutto non conoscendo ancora bene quali fossero le proprie capacità; inoltre il soggetto non lo entusiasmava: essendo un balletto di tipo narrativo richiedeva una musica descrittiva, genere che non era esattamente nelle corde del compositore. Rientrato a San Pietroburgo riprese il lavoro ritrovando sicurezza grazie agli attestati di fiducia che gli diedero Djagilev, Nižinskij, Bakst e Benois, i quali lo visitarono per rassicurarlo. Da allora Stravinskij lavorò intensamente in continua collaborazione con Fokine, Golovin e Bakst; soprattutto interagì molto con il coreografo, lavorando a stretto contatto e insieme studiarono il libretto minuziosamente seguendo anche i suggerimenti di Djagilev. Fokine non diede mai al compositore delle istruzioni scritte in merito alla coreografia, ma gli mostrò i diversi movimenti eseguendoli egli stesso e chiedendogli di creare una musica, improvvisando secondo i vari passi e atteggiamenti. L'opera fu terminata nel marzo 1910; successivamente il compositore si dedicò all'orchestrazione, completata il 3 aprile. La partitura reca la data definitiva del 18 maggio in quanto comprende anche le ultime rifiniture apportate da Stravinskij.
Djagilev avrebbe voluto che Vrubel' disegnasse la scenografia, ma purtroppo il pittore, già ammalato, morì pochi mesi prima della prevista rappresentazione; l'impresario si rivolse a Golovin che, nelle sue realizzazioni, riuscì a rievocare qualcosa dell'opera di Vrubel, in particolare alcuni fondali sembravano veri e propri arazzi intessuti d'oro, di rosso e d'argento. I costumi disegnati da Golovin non piacquero molto a Djagilev che incaricò Bakst per la  realizzazione di quello dell'Uccello di fuoco e quello della principessa: i suoi si rivelarono infatti più adatti, ricchi e sontuosi come la scenografia.

### La prima rappresentazione

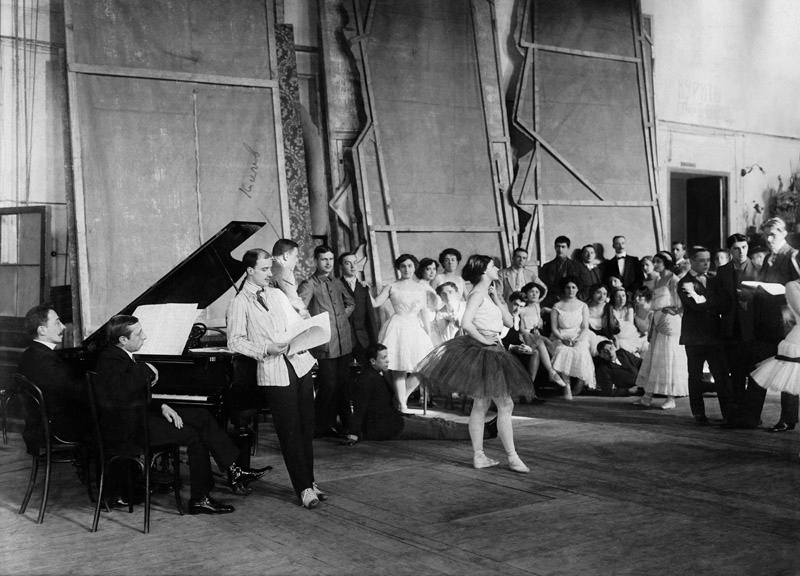
Sala prove de L'uccello di fuoco, aprile-maggio 1910. Stravinskij al pianoforte, Tamara Karsavina al centro.

Stravinskij era notevolmente emozionato e lusingato dal fatto che il suo balletto venisse rappresentato a Parigi, città in cui non era mai stato e dove giunse alla fine di maggio direttamente da Ustyluh. Djagilev aveva speso molte energie per creare entusiasmo nei riguardi del giovane compositore, totalmente sconosciuto al grande pubblico. Le grandi aspettative del musicista, però, andarono presto scemando quando si accorse che non tutto si svolgeva come egli avrebbe desiderato. Seguì personalmente ben otto prove dell'orchestra sotto la conduzione di Pierné; il direttore teneva poco conto delle sue annotazioni sulla partitura e arrogantemente manifestò spesso il suo disaccordo con il musicista di fronte a tutti gli orchestrali. Nella coreografia molte scene di mimica danzata erano brutali perché così le voleva Fokine e il compositore non poteva ancora permettersi di porre obiezioni. La sera della prima, il 25 giugno, con i Balletti russi per la prima volta all'Opéra, il nuovo balletto si annunciava come il clou della stagione. Il programma della serata prevedeva una replica di Carnaval su musica di Schumann, seguito da L'uccello di fuoco, quindi Les Orientales, serie di schizzi coreografici di autori diversi, e si concludeva con le Danze polovesiane.
Tutti i maggiori esponenti del bel mondo parigino erano presenti alla rappresentazione: gli ambasciatori di Stati Uniti, Russia, Spagna, i grandi della finanza da Vanderbilt a Rothschild, industriali come Louis Renault. Stravinskij, emozionato, era affascinato dal pubblico della platea, molto luccicante, rimanendo impressionato soprattutto dal gran profumo da cui la sala era permeata. Il musicista sedeva nel palco di Djagilev dove vi era un susseguirsi di celebrità; conobbe così Marcel Proust, Jean Giraudoux, Paul Claudel; incontrò anche Sarah Bernhardt che, nel suo palco, stava su una sedia a rotelle, con il viso velato perché temeva di essere riconosciuta.

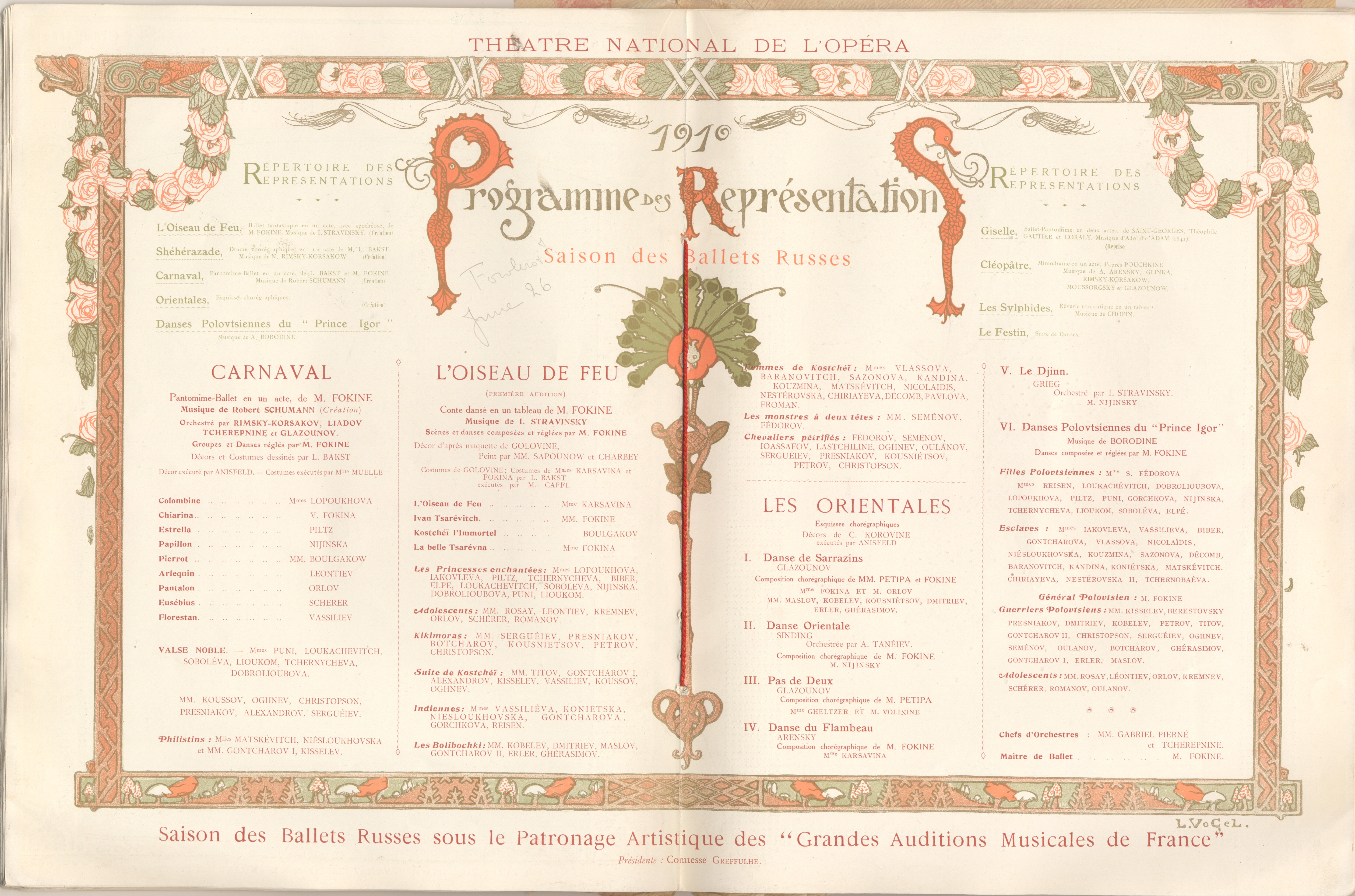
Programma della stagione del Balletti russi all'Opéra del 1910.

L'inizio della rappresentazione si svolse quasi come uno spettacolo da circo. Djagilev aveva deciso di far entrare in scena alcuni cavalli bianchi al momento dell'alba e poi dei cavalli neri per farli sfilare a tempo di musica, ma quando i poveri animali si spaventarono e si impennarono, lasciando anche escrementi sul palcoscenico, il pubblico scoppiò in fragorose risate. Ricorda Stravinskij: «I cavalli non potevano essere più sconcertati di quanto lo fossi io». Ovviamente l'infelice idea venne prontamente accantonata nelle repliche successive. L'inconveniente venne subito dimenticato e la rappresentazione si svolse nel migliore dei modi. Al termine dello spettacolo, il musicista fu chiamato diverse volte sul palcoscenico e applaudito.
Fokine, oltre che coreografo, fu anche l'interprete del Principe Ivan, Tamara Karsavina fu perfetta nella parte dell'Uccello di fuoco e Enrico Cecchetti diede risalto alla figura di Kašej nelle scene di pantomima; completavano il cast Vera Fokina, nel ruolo della principessa, e Alexei Bulgakov che si alternò a Cecchetti nelle parti danzate. Tra le altre ballerine comparivano nomi di rilievo quali Lidija Lopuchova e Bronislava Nižinskaja. Gabriel Pierné, nonostante i timori di Stravinskij, diresse l'Orchestre Colonne con maestria. Il pubblico decretò un grande successo alla serata e a Stravinskij. Quando calò l'ultimo sipario Djagilev gli presentò Claude Debussy che parlò cortesemente con lui della musica del balletto; fu l'inizio di una cordiale amicizia che durò fino alla morte del compositore francese. Alla rappresentazione fu presente anche Maurice Ravel che fu talmente colpito dalla musica di Stravinskij da affermare che molto presto il giovane compositore sarebbe andato molto più lontano di Rimskij-Korsakov.
Dopo il successo della prima rappresentazione, Djagilev decise di prolungare le repliche fino al 7 luglio; all'ultima Stravinskij fece partecipare tutta la famiglia che andò personalmente a prendere a Ustyluh per condurla a Parigi, utilizzando i primi millecinquecento rubli guadagnati.

#### La coreografia

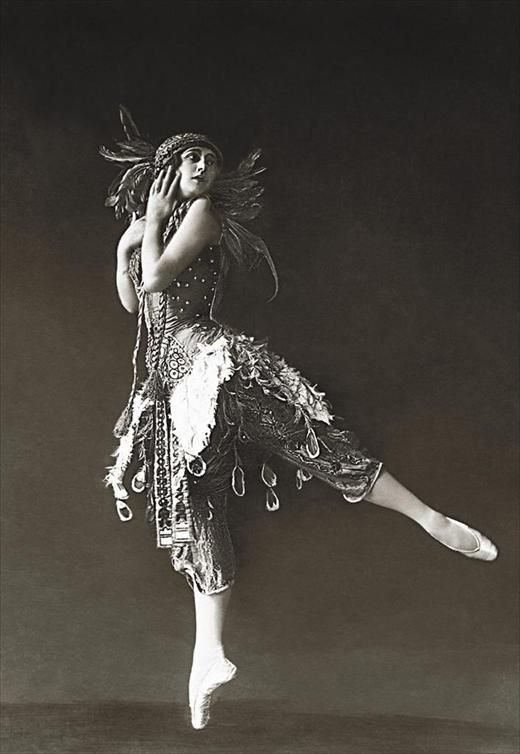
Tamara Karsavina. L'uccello di fuoco, 1910

Fokine si rese presto conto che non era mai stata realizzata fino ad allora una partitura scritta per un balletto che avesse una complessità ritmica di così grande difficoltà. I ballerini fino a quel momento avevano sempre eseguito sequenze di danza semplici, con passi basati su schemi piuttosto regolari. Il coreografo, nonostante la sua idea secondo la quale pretendeva che la musica si adattasse sempre e totalmente alla coreografia, si adeguò alla partitura di Stravinskij, rispettando la complessità della scrittura musicale.
Fokine nella sua coreografia rivisitò fortemente lo stile del balletto di stampo ottocentesco, introducendo nuovi passi, elementi folclorici, molte caratterizzazioni e particolari plastici; nella sua realizzazione aveva cercato, nel rispetto della partitura, una forte interazione fra musica e danza. Il personaggio dell'Uccello di fuoco, interpretato da una ballerina, si discostava molto dalle tradizionali interpretazioni femminili. La caratteristica innovativa poneva l'accento sull'aspetto magico di una creatura misteriosa ben lontana da principesse o altre figure aggraziate. La Karsavina, con copricapo e piume color porpora, verdi e oro, sembrò proprio l'apparizione di un uccello miracoloso.  Fokine, pur creando una coreografia per il personaggio sostanzialmente classica, volle che apparisse dotato di una forza straordinaria, introducendo passi esagerati e piegamenti con profonde flessioni. Le novità introdotte arrivarono anche a far eseguire a Tamara Karsavina un numero acrobatico appesa a un cavo metallico. Kašej e i suoi adepti furono fatti danzare da Fokine in modo energico e violento, assumendo atteggiamenti grotteschi. Stravinskij però ritenne la coreografia troppo complicata e sovraccarica al punto che i ballerini avevano difficoltà nel coordinare i movimenti con la musica, tanto che tutto questo «produceva spesso un fastidioso disaccordo tra i movimenti della danza e le imperiose esigenze della battuta musicale». Il risultato fu comunque notevole e si può ben dire che allora iniziò quello che oggi si considera il balletto moderno.

## Trama
La storia, d'argomento fiabesco, vede lo scontro tra due elementi antitetici: un mago immortale di nome Kašej simbolo del male e l'Uccello di Fuoco che rappresenta la forza del bene.
Il principe Ivan, girovagando per una foresta, salta oltre un muro e si ritrova per caso in un bellissimo giardino dove crescono alberi dai frutti d'oro; il giardino è incantato e appartiene all'infernale Kašej, mago che pietrifica gli uomini e imprigiona le donne. Appare all'improvviso il Cavaliere della Notte, vestito di nero e a poco a poco scende l'oscurità. Ivan vede il bagliore di una strana creatura, l'Uccello di fuoco, dal piumaggio rosso-oro che, girando intorno a un albero, coglie un pomo dorato. Il principe lo insegue e riesce a catturarlo, ma poi, ascoltando le sue implorazioni, lo libera ricevendo in cambio del suo gesto una delle penne che ha il potere di proteggere dai malefici di Kašej.
L'Uccello di fuoco si allontana e Ivan rimane nel giardino. Nel suo castello il mago tiene prigioniere tredici principesse che, durante la notte, escono e iniziano a danzare intorno a un albero, colgono le mele d'oro e giocano con esse. Quando si accorgono del principe, subito si spaventano, ma poi prendono coraggio e danzano insieme a lui un Khorovod. Ivan si avvicina poi alla più bella che gli narra come il mago trasformi i giovani uomini che giungono nel giardino in statue di pietra. All'alba, mentre il Cavaliere del Mattino, vestito di bianco, galoppa e porta la luce, le giovani devono rientrare nel castello; il principe, ormai innamorato, tenta di seguire la fanciulla e non desiste nemmeno quando lei lo supplica di non procedere oltre. Ivan salta oltre il cancello ma, al suono di un carillon magico, una piccola schiera di mostri giganti, servitori del mago, lo cattura; Kašej, con una subdola e maligna gioia, inizia un dialogo col principe, diventando sempre più malevolo e furioso; non presta alcuna attenzione all'intercessione per le principesse e lancia il suo incantesimo per pietrificare Ivan, ma la penna d'oro, sventolata dal principe davanti al mago, richiama l'Uccello di fuoco che trascina i malvagi in una danza infernale, annientandoli. Kašej si affretta a prendere una scatola riposta nella cavità di un albero: dentro è nascosto l'uovo con la sua anima e quindi la sua immortalità. Una ninna nanna magica cantata dall'Uccello di fuoco fa addormentare il mago e in tal modo il principe riesce a trovare il grosso uovo che contiene l'anima del mago e a distruggerlo, ponendo così fine ad ogni incantesimo e alla vita di Kašej; le tenebre avvolgono tutto finché, quando all'alba torna la luce, il giardino, il palazzo e Kašej sono scomparsi, i cavalieri pietrificati tornano in vita. Ivan si riunisce per sempre alla principessa.

## Struttura

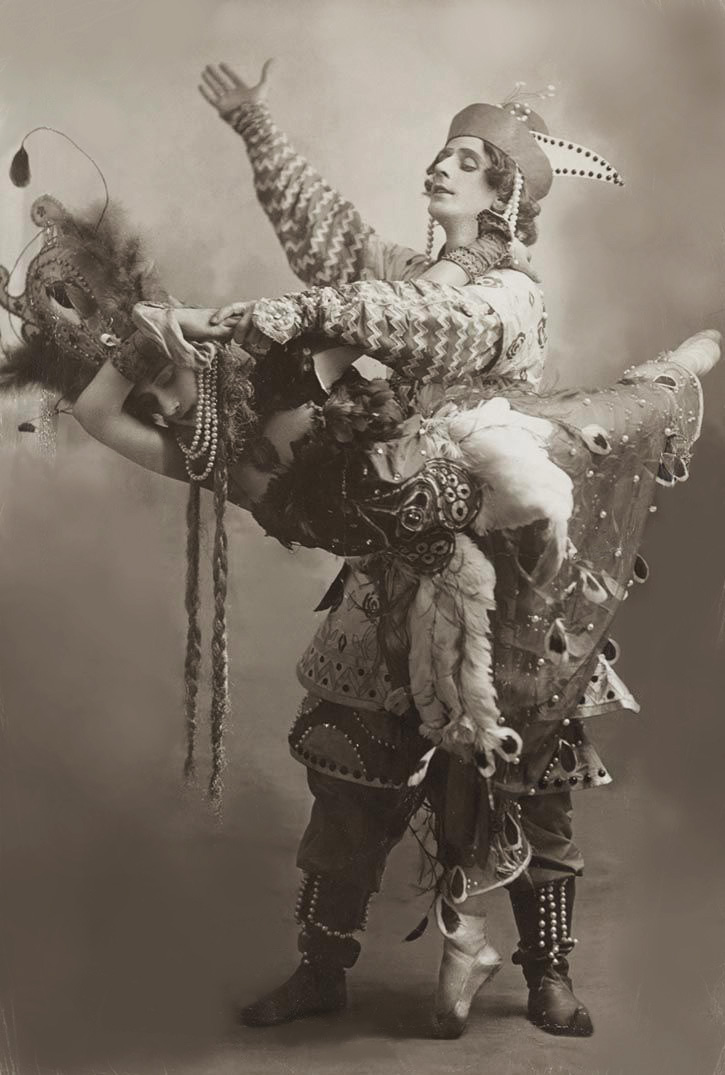
Tamara Karsavina e Michel Fokine, 1910. Foto di August Bert.

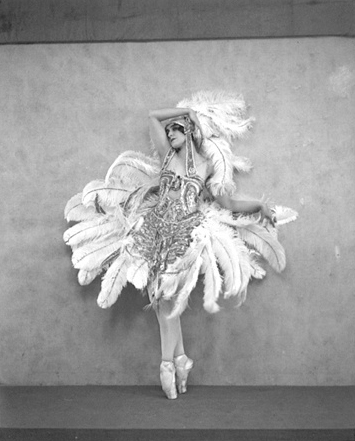
Vera Fokina, 1910

(Secondo le prime edizioni Jugenson del 1910-1911)
- 1. Introduzione
- 2. Scena 1 -  Il giardino incantato di Kašej
  - 3. Apparizione dell'Uccello di fuoco inseguito dal principe Ivan
  - 4. Danza dell'Uccello di fuoco
  - 5. Cattura dell'Uccello di fuoco da parte del principe Ivan
  - 6. Supplica dell'Uccello di fuoco (pas de deux)
  - 7. Apparizione delle tredici principesse prigioniere
  - 8. Gioco delle principesse con le mele d'oro (scherzo)
  - 9. Improvvisa apparizione del principe Ivan
  - 10. Khorovod delle principesse (rondò)
  - 11. Alba
  - 12. Ivan entra nel palazzo di Kašej
  - 13. Carillon magico – apparizione dei mostri guardiani di Kašej - cattura del principe Ivan
  - 14. Arrivo di Kašej l'immortale - dialogo col principe Ivan -  intercessione delle principesse
  - 15. Dialogo di Kašej con Ivan
  - 16. Intercessione delle principesse
  - 17. Apparizione dell'Uccello di fuoco
  - 18. Danza della scorta di Kašej sotto l'incantesimo dell'Uccello di fuoco
  - 19. Danza infernale di tutti i sudditi di Kašej
  - 20. Berceuse
  - 21. Risveglio di Kašej
  - 22. Morte di Kašej - tenebre
- 23. Scena 2 -  Sparizione del palazzo e dissoluzione delle magie di Kašej - liberazione dei guerrieri pietrificati
  - -  Ringraziamenti generali

## Organico orchestrale
Quattro flauti (3° e 4° anche ottavino), tre oboi, corno inglese, tre clarinetti (3° anche clarinetto piccolo), clarinetto basso, tre fagotti, controfagotto, quattro corni, tre trombe, tre tromboni, basso tuba,  timpani, grancassa, piatti, triangolo, tamburello basco, tam-tam, campane tubolari, glockenspiel, xilofono, celesta, tre arpe, pianoforte, archi. Sulla scena sono presenti tre trombe, quattro tube wagneriane e le campane.
L'organico, voluto dall'organizzazione, era di grandissime proporzioni, lo stesso Stravinskij lo definì «prodigalmente numeroso»; l'orchestra comprendeva oltre cento elementi a cui si devono aggiungere quelli presenti sulla scena.

## La musica

### Derivazioni musicali

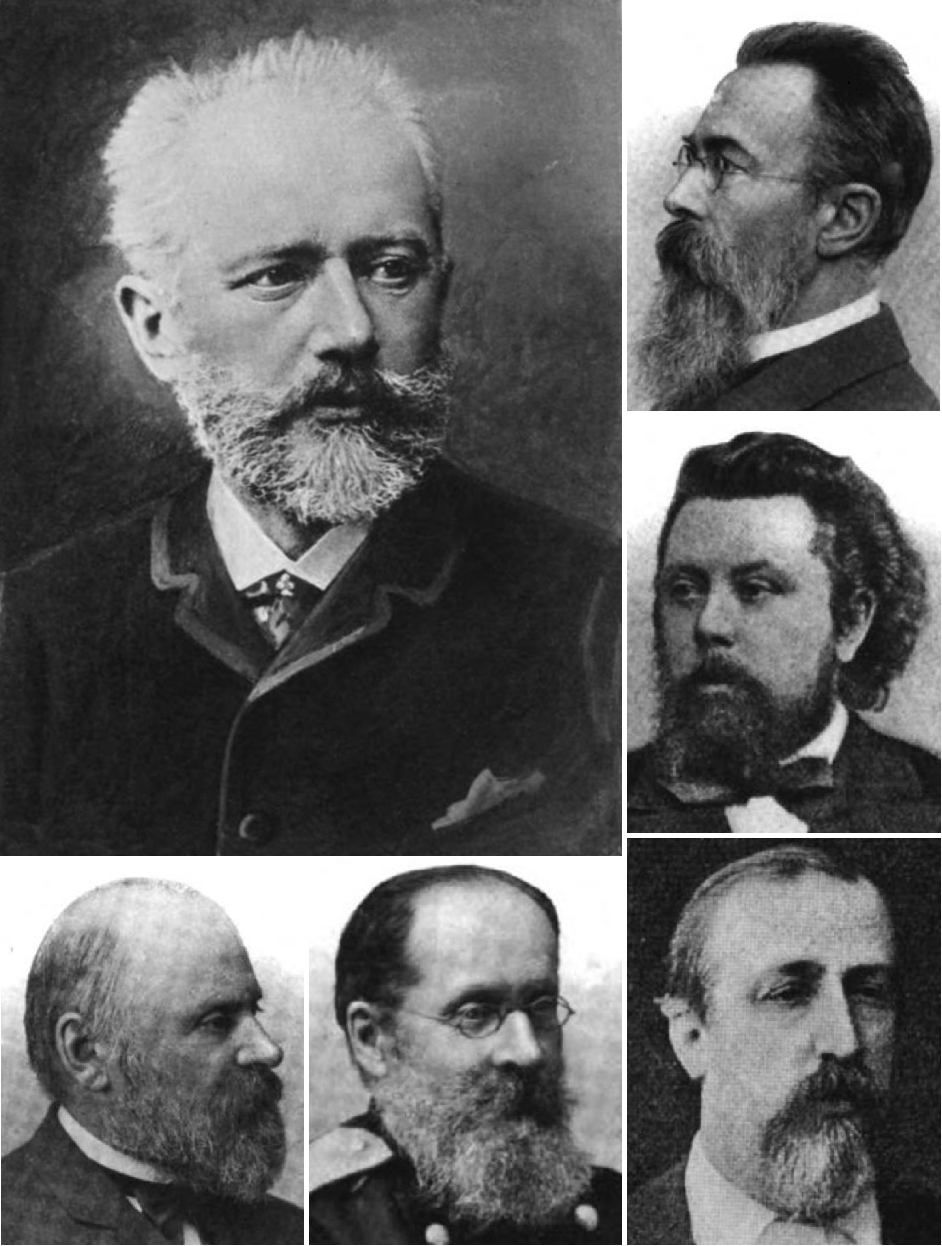
Čajkovskij e il Gruppo dei cinque

L'uccello di fuoco si può considerare la sintesi di tutta la produzione creativa di Stravinskij fino al 1910 e non solo, tutte le caratteristiche principali della sua musica si trovano già in quest'opera. Indubbiamente il compositore deve molto a Čajkovskij e soprattutto a Rimskij-Korsakov, in particolare negli smaglianti colori orchestrali; anche le atmosfere e gli andamenti fluttuanti della musica di Debussy vi hanno lasciato il segno.
Anche se, secondo quanto affermato da Stravinskij, egli si sentiva musicalmente "in rivolta" nei confronti di Rimskij-Korsakov, l'impronta che prevale è quella del maestro, dal cui insegnamento derivano i brillanti risultati dell'orchestrazione e i colori timbrici sgargianti. Certamente il musicista trasse alcuni spunti dall'opera Kaščej l'immortale, scritta nel 1902 da Rimskij.  La contrapposizione di due mondi differenti, quello magico dell'Uccello di fuoco e di Kašej e quello umano di Ivan e delle principesse, è rimarcato nella partitura con modalità parimenti contrapposte; da alcune opere liriche di Rimskij, in particolare da Il gallo d'oro e da Mlada, provengono i magici effetti che colorano di aspetto sovrannaturale la vicenda con i motivi cromatici orientaleggianti. I motivi diatonici della partitura, legati al mondo umano, riflettono aspetti delle composizioni del Gruppo dei cinque  e, per l'ultima e definitiva volta nelle composizioni stravinskiane, la suggestione della scrittura melodica di Čajkovskij; anche quando nel 1928 realizzò Le baiser de la fée, utilizzando con grande rispetto brani originali di Čajkovskij, lo fece integrandoli con parti proprie, senza influenze o riferimenti alla musica precedente.
Il linguaggio musicale di questo balletto è però fortemente stravinskijano per la potenza e l'arditezza della scrittura, per l'autonomia del dinamismo ritmico, per l'uso particolarissimo del timbro puro degli strumenti; si può senza dubbio dire che «Stravinskij ha acceso la prima esca nella compagine strumentale dell'orchestra ottocentesca».

### Analisi
Tutte le esperienze acquisite in precedenza dai suoi primi lavori, lo Scherzo fantastique e Feu d'artifice, vengono sviluppate da Stravinskij nella partitura, soprattutto in relazione alla struttura asimmetrica di accordi armonici e nell'avanzato utilizzò della politonalità. I primi accenni di incertezze tonali e anche le prime ambiguità modali si notano già in questa partitura, seppure con intento di attrattività magica, legati all'argomento fiabesco.
Il musicista non amava la musica descrittiva e in questa sua partitura riuscì a essere fortemente innovatore nella scrittura delle varie azioni coreografiche, allontanandole totalmente dallo stampo ottocentesco, accademico e molto narrativo. Ne L'uccello di fuoco sono già palesati i primi fondamentali aspetti della poetica stravinskiana: nessuna concessione al sentimentalismo anche se in partitura sono presenti alcune necessarie indicazioni di particolarità espressive; l'elemento musicale è sempre usato oggettivamente, senza cedere mai a momenti descrittivi.
Il superamento delle tradizionali realizzazioni ballettistiche venne effettuato anche nella distinzione fra i numeri danzati e le parti di mimo. Stravinskij, in perfetto accordo con Fokine, riuscì a connotare di un aspetto unitario tutte le peculiarità dei due tipi di scrittura musicale, quello propriamente danzato e quello delle parti mimate, dando vita a una partitura dalla coerente unità drammatica. La musica di Stravinskij ha una straordinaria concretezza gestuale in cui pantomima e movimenti sono delineati con grande chiarezza. Tutte le scene di mimo sono accompagnate da una scrittura sinfonica omogenea che non ha interruzioni, collegandosi sempre ai numeri danzati. Per ottenere questo risultato il musicista ha fatto ricorso a un certo numero di leitmotiv, o meglio, come egli stesso in seguito li definì, di leitharmony, introducendo aspetti del tradizionale leitmotiv di stampo wagneriano nei procedimenti armonici.

#### Introduzione
La novità dell'opera è già presente dall'Introduzione, misteriosa nel suo andamento cadenzato e solenne, sottolineato dagli accordi dei legni e degli ottoni; proprio nel particolare motivo evocato dagli strumenti dal suono più grave si nota la presenza dell'intervallo di quarta aumentata che sarà fondamentale in tutta la partitura. L'incedere lento e malinconico porta immediatamente l'ascoltatore in un mondo avvolto dal mistero. L'effetto prodotto dai glissando dei corni e dei tromboni e da quello sugli armonici naturali degli archi stupirono non solo il pubblico, ma anche musicisti come Richard Strauss che ne rimase fortemente impressionato quando l'ascoltò nel 1912 a Berlino.

#### Scena prima

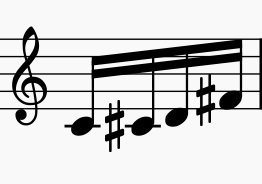
Motivo dell'Uccello di fuoco

Il clima greve e misterioso viene interrotto dall'intervento improvviso degli archi che, con accenti concitati di terzine veloci, portano all'apparizione dell'Uccello di fuoco in tutto il suo fulgore; nella Danza dell'uccello di fuoco il clima fiabesco e la figura magica in scena sono evidenziati dal ritmo irregolare della sezione degli archi e dagli interventi cromatici dei fiati. Il brano presenta aspetti sgargianti e vividi ottenuti con l'utilizzazione di effetti strumentali dai colori inattesi e sorprendenti che suggeriscono i particolari movimenti volteggianti del personaggio. Un breve passaggio propone un leitharmony di sole quattro note che caratterizza l'apparizione dell'Uccello di fuoco; questo motivo cromatico è citato sempre quando questa figura è presente in scena, come nei numeri successivi quando Ivan lo cattura e quindi lo libera dopo le sue suppliche. Sono ancora i legni, strumenti molto amati dal compositore, con la loro paricolare timbrica a sottolineare l'incontro fra il principe e L'Uccello di fuoco. La danza della creatura magica, in 6/8, secondo l'autore, è il pezzo più riuscito di tutta l'opera
La danza delle principesse con le mele d'oro è uno Scherzo che si apre con un riferimento preciso a un motivo popolare russo basato su un arpeggio di accordi di grande semplicità. Dopo il ritorno in scena del principe Ivan, le tredici principesse si riuniscono per danzare in cerchio un Khorovod. Musicalmente il brano è un raffinato Rondò, elegiaco e lento, dalla melodia di grande bellezza, basato su due temi principali di cui il primo faceva parte dei Cento canti popolari russi raccolti da Rimskij-Korsakov nel 1877. La derivazione del motivo da una danza popolare nuziale crea un legame fra la zarevna vista fin da questo momento come la futura sposa di Ivan.
Dopo il Khorovod, un crescendo potente dell'orchestra, con il ritmo che si fa sempre più ossessivo, annuncia l'arrivo di Kašej e dei suoi adepti; la Danza infernale del mago e dei suoi sudditi segna uno dei momenti più significativi dell'opera; la tensione sale, sottolineata dai fagotti e dai tromboni e, quando si scatena la Danza, il ritmo diventa preminente con i suoi ritmi sincopati, rimarcato dallo staccato degli archi e dal grande e sapiente uso delle percussioni. I timbri degli strumenti non sono più utilizzati in amalgame sonore, ma nella loro purezza, a volte anche cruda e aspra, «è come se l'orchestra venisse analizzata in ogni sua componente». Nel grande dinamismo e nel complesso gioco di schemi metrici differenti, concitati e furiosi, lo stile tipico di Stravinskij diventa evidente e preannuncia alcuni dei momenti di maggior innovazione ritmica de La sagra della primavera.
A questo momento di grande frenesia un lungo sviluppo della Danse infernal con un glissando degli ottoni in forte sonorità, porta alla Berceuse; il brano, dal lento andamento, è suonato con dolcezza dagli archi in lontananza, all'unisono con l'arpa, e appena accompagnato da una melopea incantatoria dei legni e degli ottoni che caratterizza tutta la parte orchestrale con un aspetto oscillante; questa stessa melodia, variata e modificata, sarà alla base della pagina conclusiva del balletto.

#### Scena seconda
La seconda e ultima scena, molto breve, comprende il Finale del balletto, con la sparizione del palazzo, di tutti i sortilegi di Kasej e la liberazione dei cavalieri pietrificati. La musica prevede un Lento maestoso con un sommesso ingresso del corno su una melodia molto evocativa a cui si aggiunge progressivamente l'orchestra tutta in un insolito tempo asimmetrico di 7/4; l'utilizzo di questo particolare metro è stato considerato come una delle innovazioni più moderne della partitura. La parte finale si pone in contrasto sia con la Berceuse sia con la melodia espressa dal corno, presentandosi subito con un Allegro ma non troppo, un tempo più veloce sottolineato dai timpani; l'effetto grandioso e luminoso di questa ultima parte è esattamente antitetico a quello dell'Introduzione misteriosa e cupa; nel suo carattere solenne va a concludersi con note festose e liberatorie.

## Le suite orchestrali
Negli anni il racconto fiabesco dell'Uccello di fuoco è andato ben oltre la rappresentazione scenica. Nonostante le sue origini nate dalla collaborazione di più artisti, Stravinskij se ne attibuì ben presto la paternità esclusiva, realizzando dal balletto una suite per orchestra.
In totale il compositore trasse ben tre suite dalla partitura, la prima quasi subito, nel 1911, di soli cinque brani; la seconda, del 1919, è la più conosciuta ed eseguita e presenta una leggera modifica nell'orchestrazione; consta in una selezione di sei brani, differenti dalla prima versione. La terza, del 1945, comprende altri sei brani oltre a quelli presenti nella suite precedente.

### Suite del 1911
La prima suite fu creata da Stravinskij nella speranza di far eseguire la sua partitura anche nelle sale da concerto e, al tempo stesso, suscitare interesse per il balletto. L'organico orchestrale della prima suite rimase invariato rispetto al balletto; erano assenti solo gli strumenti presenti in scena durante le rappresentazioni. Durata circa 21'. Alexadr Siloti diresse la prima versione della suite, in bozza non ancora rifinita, in Russia il 23 ottobre 1911.
1. Introduzione - Giardino incantato di Kascej - Danza dell'Uccello di fuoco
2. Supplica dell'Uccello di fuoco
3. Il gioco delle Principesse con le mele d'oro - Scherzo
4. Il Khorovod delle Principesse. Rondò
5. Danza infernale di Kascej

### Suite del 1919
Poiché la casa editrice Jurgenson di Mosca non poteva più esportare i diritti del balletto al di fuori della Russia, Stravinskij realizzò una seconda suite, scrivendola a Morges tra la fine del 1918 e marzo 1919, facendola pubblicare a Londra da J. W. Chester nello stesso anno. Durata circa 26'. Organico: ottavino, due flauti, due oboi, corno inglese, due clarinetti, due fagotti, quattro corni, due trombe, tre tromboni, basso tuba, timpani, xilofono, pianoforte, arpa, archi. La seconda suite fu eseguita per la prima volta il 12 aprile 1919 alla Victoria Hall di Ginevra dall'Orchestre de la Suisse Romande diretta da Ernest Ansermet a cui il brano è dedicato.
1. Introduzione
2. Danza dell'Uccello di fuoco
3. Variazione dell'Uccello di fuoco
4. Il Khorovod delle Principesse. Rondò
5. Danza infernale di Kascej
6. Berceuse
7. Finale

### Suite del 1945
La terza suite fu realizzata negli Stati Uniti, al fine di acquisire i diritti d'autore. La revisione fu più complessa e accurata, recuperando pagine del balletto originale, ottenendo così una sequenza di dodici numeri danzabili che furono utilizzati inizialmente da Adolph Bolm per una sua nuova coreografia; successivamente anche George Balanchine utilizzò la terza suite per la sua versione coreografica messa in scena a New York nel 1949. Durata circa 28'.
Stravinskij alleggerì molto la compagine orchestrale, l'organico infatti è per 55 esecutori e comprende: due flauti, due oboi, due clarinetti, due fagotti, quattro corni, due trombe, tre tromboni, basso tuba, timpani, tamburo militare, xilofono, pianoforte, arpa, archi.
1. Introduzione
2. Preludio e danza dell'Uccello di fuoco
3. Variazioni (Uccello di fuoco)
4. Pantomima I
5. Pas de deux: L'Uccello di fuoco e lo Zarevic Ivan
6. Pantomima II
7. Danza delle Principesse. Scherzo
8. Pantomima III
9. Il Khorovod delle Principesse. Rondò
10. Danza infernale
11. Berceuse
12. Inno finale

## Incisioni storiche
Proprio L'uccello di fuoco ha avuto un ruolo determinante nella carriera di Stravinskij come direttore d'orchestra: debuttò in questa veste nel 1915 a Parigi dirigendo la partitura completa del balletto durante un concerto di beneficenza per la Croce Rossa; da allora prese l'avvio l'impegno del musicista anche come direttore, registrando negli anni moltissime sue composizioni.
La prima storica incisione del balletto, comprendente la Berceuse e il Finale dalla Suite del 1911, risale al 1927, eseguita dalla Paris Symphony-Orchestra sotto la direzione di Igor Stravinskij. L'anno dopo venne pubblicato dalla Columbia Records una registrazione del balletto con l'Orchestre des Concerts Straram. A Parigi, nel 1933, furono incisi lo Scherzo e la Berceuse nella versione per violino e pianoforte, scritta dall'autore nello stesso anno, con Samuel Dushkin e Igor Stravinskij. A New York il 28 gennaio 1946 la Suite del 1945, senza gli intermezzi di collegamento, fu realizzata dalla New York Philharmonic ancora con la direzione di Stravinskij. A Hollywood con la Columbia Symphony Orchestra l'autore incise la versione originale del balletto del 1910 il 23-25 gennaio 1961 e, ancora a Hollywood con la stessa orchestra, il 18 gennaio 1967 realizzò l'incisione della Suite del 1945.
Stravinskij nel 1921 aveva accettato la proposta che gli fecero i titolari della casa francese Pleyel per incidere alcune sue opere con la Pleyela, pianoforte meccanico a rulli di loro ideazione. Il musicista si era mostrato molto interessato a questa proposta soprattutto perché così sperava di evitare in futuro interpretazioni falsate delle proprie opere da parte di esecutori non molto attenti alle sue indicazioni. Dopo aver inciso una versione de La sagra della primavera nel 1924, nel 1928 realizzò con la Aeolian Company, società che aveva acquisito il contratto con la Pleyel, una versione ridotta per pianoforte de L'uccello di fuoco con alcuni commenti dello stesso Stravinskij, preziosi per la conoscenza della partitura.

## Altre realizzazioni coreografiche

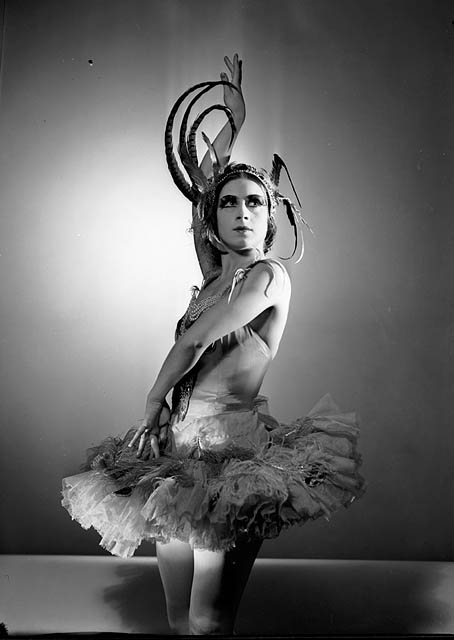
Valentina Blinova, L'uccello di fuoco. Ballet Russe de Monte Carlo, 1935

Il balletto fu riproposto, con la stessa coreografia, dal Balletti russi di Djagilev nel 1926 con le scene e i costumi di Natalja Gončarova, edizione che fu presentata anche a Londra al Lyceum Theatre. Nel 1935 la compagnia de I balletti russi di Monte Carlo fondata da Wassily de Basil riprese la creazione di Fokine con i disegni della Gončarova e Valentina Blinova interprete pricipale. In seguito, nonostante la popolarità raggiunta dalla musica di Stravinskij, il balletto nella sua versione originale rimase inutilizzato per parecchi anni. Solo nel 1954, in occasione del venticinquesimo anniversario della morte di Djagilev, il Royal Ballet di Londra realizzò una rappresentazione fedele all'originale, ma con i costumi della Gončarova; la riproposta fu possibile grazie a Sergei Grigoriev che era stato il regista degli spettacoli dei Balletti russi per molti anni, e a Tamara Karsavina. La stessa versione fu ripresentata il 23 agosto 1954 a Edimburgo con Margot Fonteyn e Frederick Ashton protagonisti.
Adolph Bolm realizzò una sua coreografia nel 1945 per l'American Ballet Theatre sulla partitura delle terza suite appena scritta dal musicista. Successivamente George Balanchine creò un'importante produzione il 27 novembre 1949 con il New York City Ballet, scene di Marc Chagall e interpreti Maria Tallchief e Francisco Moncion sempre utilizzando la musica della terza suite realizzata da Stravinskij nel 1945. Questa versione differisce in parte dal balletto originale; Balanchine ha modernizzato la fiaba pur mantenendola nelle caratteristiche classiche, rendendola molto elegante e dando rilievo ad alcuni aspetti drammatici. Lo stesso balletto fu riallestito successivamente in collaborazione con Jerome Robbins il 28 maggio 1970 al New York State Theater; Gelsey Kirkland interpretò la parte principale con un costume ispirato ai colori e alle linee della scenografia di Chagall. Quest'ultima realizzazione del New York City Ballet fu per molto tempo la ripresa più conosciuta negli Stati Uniti. Anche Serge Lifar nel 1954 si cimentò con una sua realizzazione per la produzione del Balletto dell'Opéra di Parigi.
George Skibine creò nel 1965 una sua realizzazione de L'uccello di fuoco con l'Harkness Ballet al Kennedy Center di New York; la stessa compagnia portò in scena nel 1967 la versione del coreografo Brian Macdonald.
Ancora del 1970 è una versione di John Neumeier col Balletto di Francoforte; la sua è una rivisitazione in stile fantascienza dove Kašej diventa un robot con la testa a forma di televisore e il Principe Ivan un eroe dello spazio.

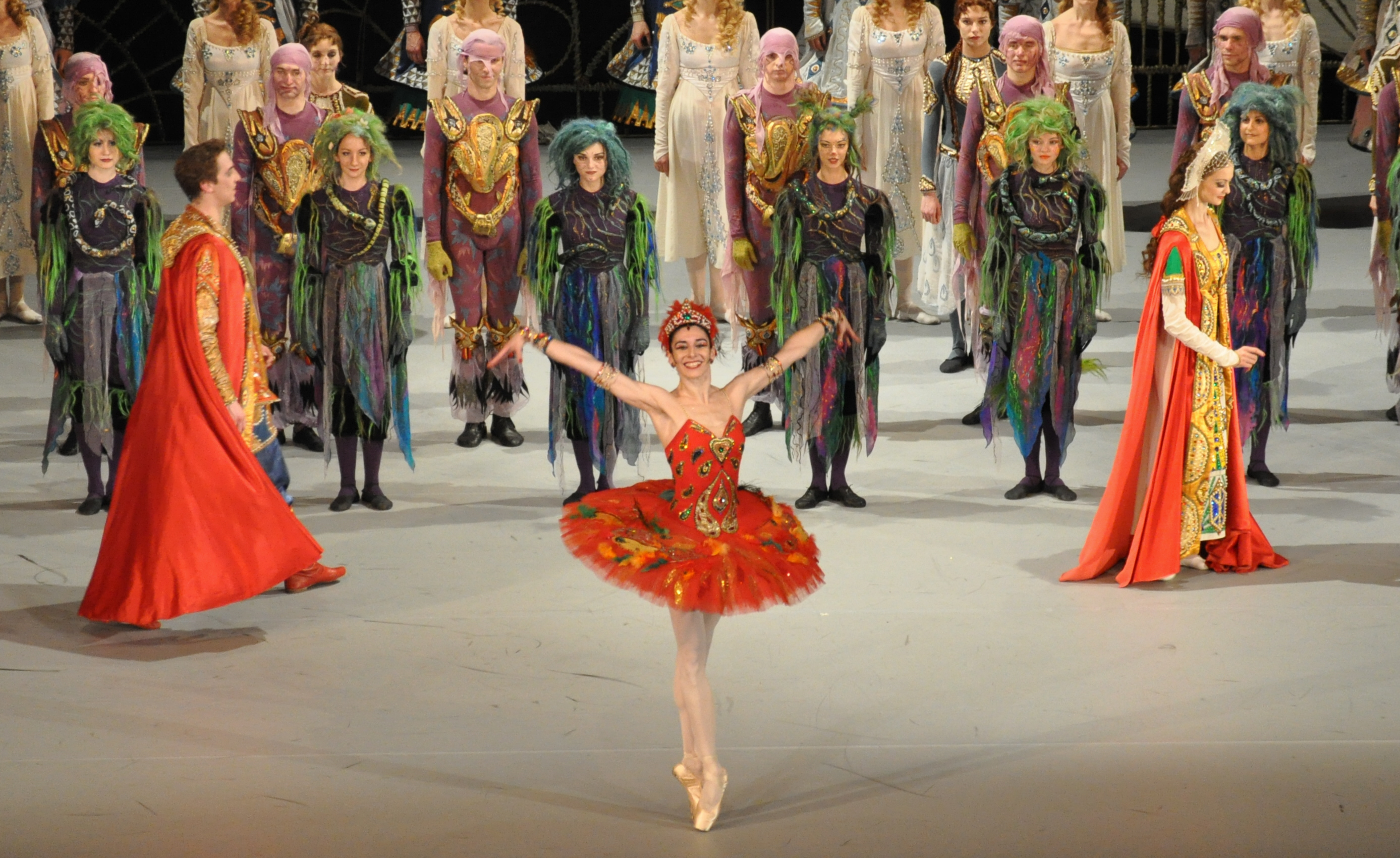
L'oiseau de feu, ricostruzione del 1994. Balletto del Teatro Mariinskij

Maurice Béjart, sempre nel 1970, il 31 ottobre, creò la sua versione con il Ballet du XXe siècle a Parigi al Palais des Sports con Paolo Bortoluzzi nel ruolo principale. Rivisitato in chiave moderna, l'Uccello di fuoco diventa una sorta di apologia della libertà. Il protagonista è un danzatore, vestito con una calzamaglia rossa, che interpreta un eroe partigiano alla guida di partigiani in tuta blu; l'eroe muore in battaglia con i suoi soldati, ma rinascono tutti simili alla Fenice a simboleggiare l'invincibilità della rivoluzione.
La nipote di Fokine, Isabelle, nei primi anni novanta, cercò di ricostruire il balletto "filologicamente" in base alla realizzazione del nonno Michail grazie al materiale ereditato, tra cui filmati e appunti sulle varie scene coreografiche. Importante fu la collaborazione del ballerino Andris Liepa,  figlio di Maris Liepa stella del Bol'šoj. La ricostruzione de L'uccello di fuoco fu messa in scena il 26 maggio 1994 al Teatro Mariinskij con scene e costrumi di Anna e Anatolij Nezni ripresi fedelmente da quelli di Golovin e Bakst. Nel 1997 fu realizzata una versione filmata, pubblicata pochi anni dopo in DVD con il titolo Return of the Firebird.
Il coreografo italiano Fredy Franzutti, creò la sua versione nel 2007 per il Balletto del Sud, realizzando la rappresentazione come fosse un racconto di Robert E. Howard in stile fantasy; il Principe Ivan diventò così Conan il barbaro, di stirpe reale, ma guerriero. Lo spettacolo, prodotto dalla Stagione Lirica del Teatro Politeama Greco di Lecce, si avvaleva nel ruolo del mago Kašej dell'interpretazione di Lindsay Kemp.

### Annotazioni
1. ↑  Andrej, a cui l'opera è dedicata, era il figlio minore di Rimskij-Korsakov e per alcuni anni buon amico di Stravinskij da lui conosciuto all'università; l'amicizia si incrinò quando le composizioni di Stravinskij si distaccarono dal modello di Rimskij diventando troppo "moderne". Cfr. Stravinskij-Craft, Ricordi, p. 133.
2. ↑  Fokine rimase comunque sempre dell'idea di utilizzare i cavalli; per ovviare ad altri inconvenienti nella sua ripresa del balletto a Buenos Aires nel 1931, risolse con una proiezione sul fondale di due cavalieri dipinti da Ivan Bilibin su vetro. Cfr. Locanto, p. 154
3. ↑  Il compositore ammirava moltissimo Anna Pavlova e aveva sperato che potesse danzare nella sua nuova realizzazione; la sua figura slanciata e sinuosa sembrava perfetta per la parte dell'Uccello di fuoco, meglio della Karsavina che il musicista vedeva più adatta all'interpretazione della principessa. Cfr. Stravinskij, p. 31 Anche Djagilev cercò di coinvolgere Anna Pavlova, ma la ballerina riteneva la musica di Stravinskij troppo "moderna" e non adatta ai ruoli da lei solitamente interpretati Cfr. Stravinskij-Craft, Ricordi, p. 115.
4. ↑  L'ideazione originale di Fokine prevedeva anche l'utilizzo di macchine per sollevare la ballerina quando impersonava l'Uccello di fuoco in volo; questi accorgimenti furono subito accantonati per le difficoltà sceniche. Cfr. Fokine, p. 170.
5. ↑  Personaggio negativo dei racconti tradizionali russi chiamato "L'immortale"; la sua anima è racchiusa in un uovo a sua volta spesso nascosto in altri oggetti o animali; distruggerlo è l'unico modo per ucciderlo. Cfr. Afanas'ev, p. 490.
6. ↑  Antica danza popolare russa; realizzata principalmente da giovani donne che si tengono per mano in cerchio, muovendosi da destra a sinistra mentre al centro un cantante solista e un coro intonano una canzone.Cfr. Montalembert, p. 543.
7. ↑  Secondo Stravinskij, quando ripensò anni più tardi alla composizione, gli influssi di autori precedenti costituivano un handicap orchestrale, in particolare nel Gioco delle principesse con le mele d'oro, lo Scherzo "alla Mendelssohn-Čajkovskij" non lo aveva per niente convinto cercando più volte di rivederlo, anche nelle Suite successive. Cfr. Stravinskij-Craft, Esposizioni, pp. 323-324
8. ↑  Nella partitura per pianoforte, realizzata prima della versione orchestrale, erano presenti diverse indicazioni di espressività quali con tenerezza, timidamente o lamentoso, eliminate poi totalmente nella versione definitiva. Cfr. White, p. 151
9. ↑  Il testo del brano era un canto rituale per una cerimonia nuziale che raccontava di "un bel giovane che andava a passeggio in un giardino", esattamente come il principe Ivan, futuro sposo, che girovaga nel giardino di Kašej sulle note della stessa melodia. Cfr. Taruskin, p. 627.

### Fonti
1. ↑  Siohan, p. 30.
2. ↑  Merlin, pp. 1118-119.
3. ↑  Taruskin, p. 24.
4. 1 2  Walsh, p. 133.
5. ↑  Locanto, p. 25.
6. ↑  Taruskin, pp. 574-575.
7. ↑  White, p. 33.
8. ↑  Buckle, p. 129.
9. ↑  White, p. 145.
10. ↑  Stravinskij, p. 25.
11. ↑  Sauguet, p. 12.
12. 1 2  Stravinskij-Craft, Esposizioni, p. 320.
13. ↑  Stravinsky-Craft, Esposizioni, pp. 320-321.
14. ↑  Fokine, p. 161.
15. ↑  Locanto, p. 38.
16. ↑  White, p. 146.
17. ↑  Buckle, p. 175.
18. 1 2  Cross, cap. 2.
19. ↑  Stravinsky-Craft, Esposizioni, p. 321.
20. ↑  Merlin, p. 119.
21. ↑  Testi, p. 244.
22. ↑  Merlin, p. 120.
23. ↑  Stravinsky-Craft, Esposizioni, pp. 321-322.
24. ↑  Stravinsky-Craft, Esposizioni, p. 322.
25. 1 2  Bucle, p. 176.
26. ↑  Stravinskij, p. 32.
27. ↑  White, p. 35.
28. ↑  Marnat, p. 288.
29. 1 2 3 4 5 6  K Catalog, K10 The Firebird
30. ↑  Levinson, p. 137.
31. ↑  Homans, p. 302.
32. ↑  Stravinskij, pp. 31-32.
33. ↑  Pasi, p. 163.
34. 1 2  Stravinskij-Craft Esposizioni, p. 323.
35. ↑  Philippot, p. 112.
36. ↑  Casella, p. 21.
37. 1 2 3 4  Arrigo Quattrocchi,L'oiseau de feu
38. ↑  White, p. 188.
39. 1 2 3  Luigi Bellingardi, L'oiseau de feu
40. ↑  Vlad, p. 29.
41. ↑  Vlad, p. 130.
42. 1 2  Vlad, p. 30.
43. ↑  Oleggini, p. 75.
44. ↑  Stravinskij, pp. 52-53.
45. ↑  Strobel, p. 63.
46. ↑  Locanto, pp. 70-71.
47. ↑  McFarland, p. 205.
48. ↑  Taruskin, p. 595.
49. ↑  White, p. 188.
50. ↑  Locanto, p. 72.
51. ↑  Stravinsky-Craft, Esposizioni, p. 324.
52. ↑  Locanto, p. 124.
53. ↑  Locanto, p. 184.
54. ↑  Locanto, p. 159.
55. ↑  Vlad, p. 28.
56. ↑  Taruskin, p. 642.
57. 1 2  Balanchine, p. 171.
58. ↑  Stravinsky-Craft, Esposizioni, pp. 324-325.
59. ↑  Stravinskij, p. 95.
60. ↑  White, p. 619.
61. ↑  Pasi, pp. 163-164.
62. ↑  Koegler, p. 518.
63. ↑  Balanchine, pp. 171-172.
64. ↑  Balanchine, pp. 177-178.
65. ↑  Koegler, p. 315.
66. ↑  Foyer della danza, trame de L'uccello di fuoco
67. ↑  Pasi, p. 164.
68. ↑  Balanchine, pp. 178-179.
69. ↑  Locanto, pp. 14-15.
70. ↑  Balletto del Sud, Uccello di fuoco